# 苏吉丹
苏吉丹，古国名，在今加里曼丹岛西海岸苏加丹那港。盛产米稻、波罗蜜、甘蔗、芭蕉、胡椒、丁香、朱砂等。居民以甘蔗造酒。据宋赵汝适《诸蕃志》记载，为阇婆属国，境内有俊山，名保老岸，又称巴哪大山，是东西方过境船只的路标。

## 延伸阅读
[在维基数据编辑]
 《欽定古今圖書集成·方輿彙編·邊裔典·蘇吉丹部》，出自陈梦雷《古今圖書集成》
 《明史卷三百二十四》，出自《明史》